# Usermonth (Wesir)
Usermonth (Month ist stark) war ein hoher altägyptischer Beamter, der unter Tutanchamun das Amt eines Wesirs in Oberägypten innehatte.
Usermonth ist vor allem von einer Stele bekannt, die sich in Armant fand. Auf der Stele befindet sich auch der Name des Königs Haremhab, der jedoch einen anderen Königsnamen überschreibt. Auf vielen Monumenten von Tutanchamun wurde der Name des Königs durch den Namen von Haremhab ersetzt, da die Regierungszeit des Tutanchamun als unrechtmäßig betrachtet wurde. Dies mag auch hier der Fall gewesen sein, womit der Wesir wahrscheinlich unter Tutanchamun amtierte. 
Von Usermonth ist des Weiteren nicht viel bekannt. Seine Mutter war eine Frau mit dem Namen Maia. Sein Vater hieß Nebmehyt. Sein Bruder Huy war Hoherpriester des Month in Armant. Es scheint daher wahrscheinlich, dass Usermonth aus Armant stammte. Er wird in einigen späteren thebanischen Gräbern genannt, was darauf hinweist, dass man ihm später eine gewisse Bedeutung schenkte. Sein Grab ist unbekannt, doch ist seine Sarkophagwanne erhalten, die 1954 in einem verfallenen Kloster etwa 10 km nördlich von Qurna entdeckt wurde. Die aus Granit gearbeitete Wanne steht auf Kufen und gehörte zu einem Sarkophag in Mumiengestalt. Textkolumnen nennen Name und Titel des Usermonth.